# Myriam Hernández III
Myriam Hernández III es el título del tercer álbum de estudio grabado por la cantautora chilena Myriam Hernández. Fue lanzado al mercado por la compañía discográfica WEA Latina el 7 de julio de 1992. El álbum fue dirigido y producido por el reconocido compositor y productor musical español Juan Carlos Calderón, siendo el primer disco para dicha disquera.

## Antecedentes y grabación del álbum
Luego del éxito de su anterior trabajo discográfico, lanzado en 1990, Myriam se decidió firmar un contrato multinacional con la compañía Warner Music, rompiendo su contrato con su anterior disquera EMI, en este trabajo participaron compositores como Juan Carlos Calderón, quien compuso casi la totalidad de las canciones, Gogo Muñóz y Myriam Hernández en coautoría con Juan Carlos Calderón en la canción "Mira", que es la segunda parte de la historia de la canción "Herida", incluido en su anterior material discográfico. "Un hombre secreto", "Si no fueras tú", "Se me fue", fueron algunos de los sencillos salidos de este disco que lograron situarse durante varias semanas en los primeros lugares del continente, además de lograr figuración en las listas de las revistas de Billboard latino.

## Lista de canciones
| Myriam Hernández III |                              |                                                      |                      |          |  |
| N.º                  | Título                       | Escritor(es)                                         | Productor(es)        | Duración |  |
| 1.                   | «Un hombre secreto»          | Juan Carlos Calderón                                 | Juan Carlos Calderón | 3:25     |  |
| 2.                   | «Si no fueras tú»            | Juan Carlos Calderón                                 | Juan Carlos Calderón | 4:42     |  |
| 3.                   | «Tu boca»                    | Juan Carlos Calderón                                 | Juan Carlos Calderón | 4:03     |  |
| 4.                   | «Inestabilidad»              | Juan Carlos Calderón                                 | Juan Carlos Calderón | 4:00     |  |
| 5.                   | «Camino sin camino»          | Myriam Hernández                                     | Juan Carlos Calderón | 3:00     |  |
| 6.                   | «Yo soy la única»            | Myriam Hernández                                     | Juan Carlos Calderón | 4:15     |  |
| 7.                   | «Se me fue»                  | Juan Carlos Calderón                                 | Juan Carlos Calderón | 3:35     |  |
| 8.                   | «Mira»                       | Gogo Muñóz · Juan Carlos Calderón · Myriam Hernández | Juan Carlos Calderón | 3:39     |  |
| 9.                   | «No te quiero como un amigo» | Myriam Hernández                                     | Juan Carlos Calderón | 4:43     |  |
| 10.                  | «Decididamente no»           | Juan Carlos Calderón                                 | Juan Carlos Calderón | 3:30     |  |
| 11.                  | «Camino de la libertad»      | Juan Carlos Calderón                                 | Juan Carlos Calderón | 4:19     |  |
| 12.                  | «Eres casi mío»              | Myriam Hernández                                     | Juan Carlos Calderón | 3:35     |  |

© MCMXCII. Warner Music México, S.A. de C.V.
- Datos: Q96912056